# National Governors Association

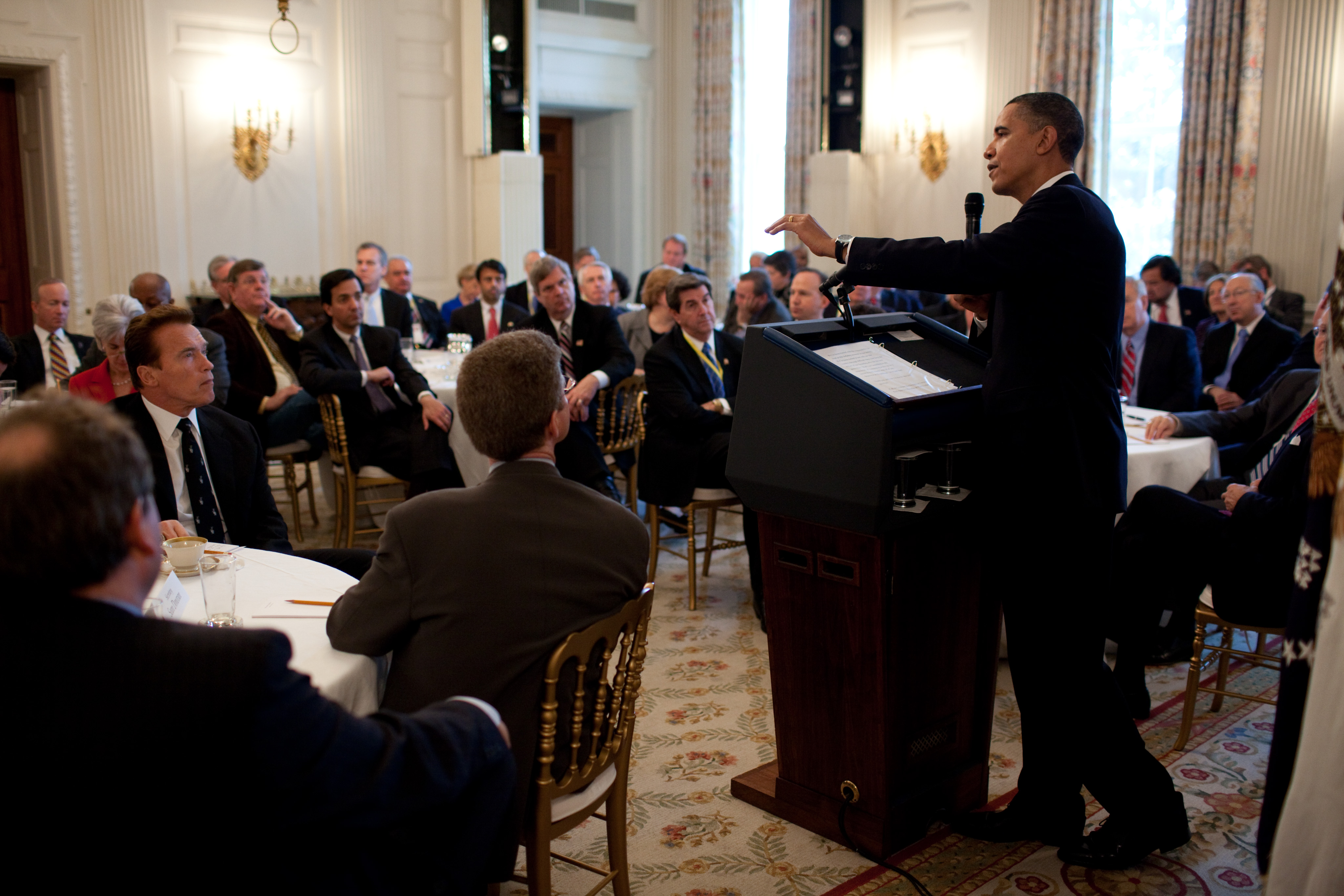
President Barack Obama spreekt de gouverneurs toe tijdens een vergadering in 2010.

De National Governors Association (vaak afgekort tot NGA) is de vergadering van de zittende gouverneurs van de vijftig staten van de Verenigde Staten van Amerika.
De organisatie werd opgericht in 1908 en vergadert tweemaal per jaar. De bijeenkomsten hebben telkens plaats in februari en juli en duren 3 à 4 dagen. Het is een schakel tussen het federale beleid in Washington D.C. en dat van de verschillende staten. De organisatie geeft ondersteuning aan de gouverneurs en hun stafmedewerkers over nationale thema's zoals gezondheid, onderwijs, milieu en energie.
Het uitvoerend comité is samengesteld uit negen gouverneurs. De voorzitter en de ondervoorzitter worden jaarlijks afgewisseld door een Democraat of een Republikein. Het kantoor van de organisatie is gevestigd in Washington D.C. Bill McBride is de huidige directeur van het dagelijks bestuur.
Bill Clinton is de enige voorzitter die het bracht tot president van de Verenigde Staten. De eerste vrouwelijke voorzitter was Janet Napolitano in 2006-2007.

## Lijst van jaarlijkse voorzitters
| Termijn   | Voorzitter                | Staat         | Partij      |
| --------- | ------------------------- | ------------- | ----------- |
| 1908–1911 | Augustus Willson          | Kentucky      | Republikein |
| 1911–1914 | Francis McGovern          | Wisconsin     | Republikein |
| 1914–1915 | David Walsh               | Massachusetts | Democraat   |
| 1915–1916 | William Spry              | Utah          | Republikein |
| 1916–1918 | Arthur Capper             | Kansas        | Republikein |
| 1918–1919 | Emerson Harrington        | Maryland      | Democraat   |
| 1919      | Henry J. Allen            | Kansas        | Republikein |
| 1919–1922 | William Sproul            | Pennsylvania  | Republikein |
| 1922–1924 | Channing Cox              | Massachusetts | Republikein |
| 1924–1925 | Elbert Lee Trinkle        | Virginia      | Democraat   |
| 1925–1927 | Owen Brewster             | Maine         | Republikein |
| 1927–1928 | Adam McMullen             | Nebraska      | Republikein |
| 1928–1930 | George Dern               | Utah          | Democraat   |
| 1930–1932 | Norman Case               | Rhode Island  | Republikein |
| 1932–1933 | John Pollard              | Virginia      | Democraat   |
| 1933–1934 | James Rolph               | California    | Republikein |
| 1934–1936 | Paul McNutt               | Indiana       | Democraat   |
| 1936–1937 | George Peery              | Virginia      | Democraat   |
| 1937–1939 | Robert Cochran            | Nebraska      | Democraat   |
| 1939–1940 | Lloyd Stark               | Missouri      | Democraat   |
| 1940–1941 | William H. Vanderbilt III | Rhode Island  | Republikein |
| 1941–1942 | Harold Stassen            | Minnesota     | Republikein |
| 1942–1943 | Herbert O'Conor           | Maryland      | Democraat   |
| 1943–1944 | Leverett Saltonstall      | Massachusetts | Republikein |
| 1944–1945 | Herbert Maw               | Utah          | Democraat   |
| 1945–1946 | Edward Martin             | Pennsylvania  | Republikein |
| 1946–1947 | Millard Caldwell          | Florida       | Democraat   |
| 1947–1948 | Horace Hildreth           | Maine         | Republikein |
| 1948–1949 | Lester Hunt               | Wyoming       | Democraat   |
| 1949      | William Preston Lane      | Maryland      | Democraat   |
| 1949–1950 | Frank Carlson             | Kansas        | Republikein |
| 1950–1951 | Frank Lausche             | Ohio          | Democraat   |
| 1951–1952 | Val Peterson              | Nebraska      | Republikein |
| 1952–1953 | Allan Shivers             | Texas         | Democraat   |
| 1953–1954 | Daniel Thornton           | Colorado      | Republikein |
| 1954–1955 | Robert Kennon             | Louisiana     | Democraat   |
| 1955–1956 | Arthur Langlie            | Washington    | Republikein |
| 1956–1957 | Thomas Stanley            | Virginia      | Democraat   |
| 1957–1958 | William Stratton          | Illinois      | Republikein |
| 1958–1959 | LeRoy Collins             | Florida       | Democraat   |
| 1959–1960 | J. Caleb Boggs            | Delaware      | Republikein |
| 1960–1961 | Stephen McNichols         | Colorado      | Democraat   |
| 1961–1962 | Wesley Powell             | New Hampshire | Republikein |
| 1962–1963 | Albert Rosellini          | Washington    | Democraat   |
| 1963–1964 | John Anderson             | Kansas        | Republikein |
| 1964–1965 | Grant Sawyer              | Nevada        | Democraat   |
| 1965–1966 | John Reed                 | Maine         | Republikein |
| 1966–1967 | William Guy               | North Dakota  | Democraat   |
| 1967–1968 | John Volpe                | Massachusetts | Republikein |
| 1968–1969 | Buford Ellington          | Tennessee     | Democraat   |
| 1969–1970 | John Love                 | Colorado      | Republikein |
| 1970–1971 | Warren Hearnes            | Missouri      | Democraat   |
| 1971–1972 | Arch Moore                | West Virginia | Republikein |
| 1972–1973 | Marvin Mandel             | Maryland      | Democraat   |

| Termijn    | Voorzitter         | Staat          | Partij      |
| ---------- | ------------------ | -------------- | ----------- |
| 1973–1974  | Daniel Evans       | Washington     | Republikein |
| 1974–1975  | Calvin Rampton     | Utah           | Democraat   |
| 1975–1976  | Robert Ray         | Iowa           | Republikein |
| 1976–1977  | Cecil Andrus       | Idaho          | Democraat   |
| 1977       | Reubin Askew       | Florida        | Democraat   |
| 1977–1978  | William Milliken   | Michigan       | Republikein |
| 1978–1979  | Julian Carroll     | Kentucky       | Democraat   |
| 1979–1980  | Otis Bowen         | Indiana        | Republikein |
| 1980–1981  | George Busbee      | Georgia        | Democraat   |
| 1981–1982  | Richard Snelling   | Vermont        | Republikein |
| 1982–1983  | Scott Matheson     | Utah           | Democraat   |
| 1983–1984  | James Thompson     | Illinois       | Republikein |
| 1984–1985  | John Carlin        | Kansas         | Democraat   |
| 1985–1986  | Lamar Alexander    | Tennessee      | Republikein |
| 1986–1987  | Bill Clinton       | Arkansas       | Democraat   |
| 1987–1988  | John Sununu        | New Hampshire  | Republikein |
| 1988–1989  | Gerald Baliles     | Virginia       | Democraat   |
| 1989–1990  | Terry Branstad     | Iowa           | Republikein |
| 1990–1991  | Booth Gardner      | Washington     | Democraat   |
| 1991–1992  | John Ashcroft      | Missouri       | Republikein |
| 1992–1993  | Roy Romer          | Colorado       | Democraat   |
| 1993–1994  | Carroll Campbell   | South Carolina | Republikein |
| 1994–1995  | Howard Dean        | Vermont        | Democraat   |
| 1995–1996  | Tommy Thompson     | Wisconsin      | Republikein |
| 1996–1997  | Bob Miller         | Nevada         | Democraat   |
| 1997–1998  | George Voinovich   | Ohio           | Republikein |
| 1998–1999  | Thomas Carper      | Delaware       | Democraat   |
| 1999–2000  | Mike Leavitt       | Utah           | Republikein |
| 2000–2001  | Parris Glendening  | Maryland       | Democraat   |
| 2001–2002  | John Engler        | Michigan       | Republikein |
| 2002–2003  | Paul Patton        | Kentucky       | Democraat   |
| 2003–2004  | Dirk Kempthorne    | Idaho          | Republikein |
| 2004–2005  | Mark Warner        | Virginia       | Democraat   |
| 2005–2006  | Mike Huckabee      | Arkansas       | Republikein |
| 2006–2007  | Janet Napolitano   | Arizona        | Democraat   |
| 2007–2008  | Tim Pawlenty       | Minnesota      | Republikein |
| 2008–2009  | Ed Rendell         | Pennsylvania   | Democraat   |
| 2009–2010  | Jim Douglas        | Vermont        | Republikein |
| 2010       | Joe Manchin        | West Virginia  | Democraat   |
| 2010–2011  | Christine Gregoire | Washington     | Democraat   |
| 2011–2012  | Dave Heineman      | Nebraska       | Republikein |
| 2012–2013  | Jack Markell       | Delaware       | Democraat   |
| 2013–2014  | Mary Fallin        | Oklahoma       | Republikein |
| 2014–2015  | John Hickenlooper  | Colorado       | Democraat   |
| 2015–2016  | Gary Herbert       | Utah           | Republikein |
| 2016–2017  | Terry McAuliffe    | Virginia       | Democraat   |
| 2017–2018  | Brian Sandoval     | Nevada         | Republikein |
| 2018–2019  | Steve Bullock      | Montana        | Democraat   |
| 2019–2020  | Larry Hogan        | Maryland       | Republikein |
| 2020–2021  | Andrew Cuomo       | New York       | Democraat   |
| 2021–2022  | Asa Hutchinson     | Arkansas       | Republikein |
| 2022–2023  | Phil Murphy        | New Jersey     | Democraat   |
| 2023–2024  | Spencer Cox        | Utah           | Republikein |
| sinds 2024 | Jared Polis        | Colorado       | Democraat   |